# Эберт, Герман
Герман Эберт (нем. Hermann Ebert; 1861 — 1913) — немецкий учёный, автор карманного справочника по физике, переведённого на несколько языков.

## Биография
С 1881 изучал астрономию и физику в Лейпциге, где был учеником Генриха Брунса и Густава Видемана. После окончания университета переехал в Эрлангенский университет в качестве ассистента Эйльхарда Видемана, сына своего бывшего преподавателя. В 1894 был избран доцентом теоретической физики в Лейпциге, а позднее в том же году он стал профессором экспериментальной физики в Кильском университете. С 1898 был профессором экспериментальной физики в Мюнхенском техническом университете.
Его ранние научные работы в основном касались таких предметов, как спектроскопия и электрические разряды в газах. Находясь в Мюнхене, провёл важные пионерские исследования атмосферного электричества. Другие его научные интересы включали физику Солнца, зодиакальный свет, лунные кратеры, атмосферную оптику и магнитное поле Земли.
Его имя связано со «спектрометром Эберта-Фасти», оптическим прибором, построенным Уильямом Джорджем Фасти из Университета Джонса Хопкинса на основе конструкции монохроматора Эберта в 1889 году, и «аппаратом Эберта», электрометром, используемым для измерения концентрации атмосферных ионов.

## Публикации
- Краткий справочник по физике. Физматлит, 1963.